# Hulu
Hulu è una piattaforma streaming di video on-demand statunitense operante nella distribuzione di film, serie televisive e altri contenuti d'intrattenimento gestita da Disney Entertainment.

## Storia
L'iniziativa Hulu è stata annunciata nel marzo del 2007 e aveva come partner distributivi iniziali AOL, MSN, Myspace, NBCUniversal e Yahoo!. Jason Kilar, che aveva già precedentemente lavorato in Amazon.com, è stato nominato amministratore delegato nel giugno dello stesso anno.
Il nome Hulu, che deriva da un proverbio cinese (葫芦) che significa "detentore di cose preziose", è stato scelto alla fine di agosto, quando il sito, ancora privo di qualsiasi contenuto, è stato pubblicato con un annuncio.
Nel luglio 2007, Providence Equity Partners è diventato uno dei primi investitori "esterni" acquistando una partecipazione del 10% della società con un investimento di 100 milioni di dollari.
A ottobre dello stesso anno, Hulu ha iniziato una fase beta privata sia per gli utenti che avevano precedentemente lasciato il loro indirizzo di posta elettronica, sia per i loro amici, attraverso un sistema a inviti. Il servizio definitivo è stato invece lanciato il 12 marzo del 2008.
Nell'aprile 2009, The Walt Disney Company è entrata a far parte del consorzio Hulu, con l'intenzione di offrire contenuti da ABC, ESPN e Disney Channel.
Il 16 agosto 2010 è stato rivelato che Hulu stava pianificando un'offerta pubblica iniziale (IPO) che avrebbe potuto valutare la società oltre 2 miliardi di dollari.
Il 21 giugno 2011, il Wall Street Journal ha riferito che un'"offerta non richiesta" ha fatto sì che Hulu iniziasse a "valutare se vendere". Tuttavia, il 13 ottobre 2011, Hulu e i suoi proprietari hanno annunciato che non avrebbero venduto la società, per la assenza di un'offerta soddisfacente.
Nell'ottobre 2012, Providence ha venduto la sua quota del 10% della società e ha cessato la partecipazione nel consiglio.
Il 3 agosto 2016, Time Warner (ora Warner Bros. Discovery) ha acquisito il 10% del capitale di Hulu per 583 milioni di dollari.

### Era Disney
Nel marzo 2019, la Disney ha acquisito la 21st Century Fox, arrivando a possedere così una quota di maggioranza del 60% in Hulu. AT&T (che ha acquisito Time Warner nel 2018) ha venduto la sua quota di circa il 10% il mese successivo.
Il 14 maggio 2019, Comcast (proprietaria di NBCUniversal) ha ceduto il controllo di Hulu alla Disney con effetto immediato. Di conseguenza, il servizio di streaming è diventato una divisione di Walt Disney Direct-to-Consumer & International con Comcast partner silenzioso. In base all'accordo, la quota del 33% di Comcast può essere venduta alla Disney già nel 2024. Il valore sarà determinato in quel momento, ma la Disney ha garantito una valutazione minima dell'intera società di 27,5 miliardi di dollari (valutando la partecipazione di Comcast per un valore minimo di 5,8 miliardi di dollari). Randy Freer risponderà al dirigente Disney Kevin Mayer.
Nel novembre del 2021, il Wall Street Journal ha riferito che Comcast stava valutando la possibilità di ritirare alcuni contenuti da Hulu per potenziare il servizio di streaming proprietario Peacock TV. Il 4 marzo 2022 viene confermato da varie testate che, a partire dal settembre successivo, NBCU ritirerà i propri contenuti dalla piattaforma.
Nel settembre 2022, Bob Chapek ha rivelato che la Disney vuole ad ogni costo fondere Hulu e Disney+ negli USA perché la sezione "STAR" (presente all'interno di Disney+ internazionale) aveva avuto successo al di fuori degli Stati Uniti senza alcun attrito sui contenuti. Per accelerare il piano, ha affermato che la Disney vorrebbe rilevare la partecipazione del 33,3% di Comcast in Hulu prima della tempistica del 2024 precedentemente concordata. Tuttavia, Comcast non aveva offerto termini ragionevoli per un'acquisizione anticipata e aveva invece espresso interesse ad acquistare Hulu stessa se fosse stata in vendita.
Il 10 maggio 2023, la Disney ha annunciato l'intenzione di combinare Hulu, Disney+ e ESPN+ in un'unica app entro la fine del 2023. Inizialmente gli abbonamenti rimarranno separati.
Il 1º giugno 2023, Hulu è stato lanciato come hub sulla piattaforma streaming indiana Disney+ Hotstar, questa è la prima espansione del brand a livello internazionale sotto la gestione Disney.
Il 6 settembre 2023, il CEO di Comcast Brian L. Roberts ha annunciato che il valore equo del patrimonio netto di Hulu sarà valutato a partire dal 30 settembre e che l'altra quota di Hulu detenuta dalla Comcast sarebbe stata ceduto non oltre il mese di novembre.
A inizio novembre 2023, Disney e Comcast hanno annunciato di aver raggiunto un accordo per consentire alla Disney di ottenere la piena proprietà di Hulu, in un accordo del valore di 8,61 miliardi di dollari.
Il 6 dicembre 2023, Disney ha lanciato una versione beta di Hulu come portale (similmente come successo con il portale Star nei territori al di fuori degli USA) presente all'interno di Disney+  negli Stati Uniti accessibile solo agli utenti in possesso del "Disney Bundle " mentre la versione finale accessibile a tutti è in arrivo nel marzo 2024.
L’8 marzo 2024 la piattaforma ha fatto spazio a tutte le attuali 20 stagioni di Grey's Anatomy, precedentemente pubblicavano i nuovi episodi il giorno dopo la messa in onda.
Nel giugno 2025, Disney completa l'acquisizione della quota in mano a Comcast, diventando così unica azionista di Hulu. Il 6 agosto successivo, è stata annunciata l'intenzione di dismettere progressivamente nel 2026 l'app di Hulu e la migrazione su Disney+. I due servizi potranno essere ancora presi separatamente o in bundle.

## Espansione territoriale
A oggi Hulu è accessibile in due soli Paesi: Stati Uniti e Giappone. Originariamente presente solo negli Stati Uniti, nel 2010 il Financial Times rivelò per la prima volta la volontà da parte dell'azienda di intraprendere un'espansione territoriale, identificando nel Regno Unito e nel Giappone i primi potenziali mercati dove esportare Hulu più agevolmente. Difatti, il 1º settembre 2011, il servizio è stato lanciato in Giappone.
Dal 23 febbraio 2021 è integrato a livello internazionale con l'hub di Disney+ Star (in America Latina Star+).
Il 6 agosto 2025, durante un incontro con gli azionisti, Disney ha annunciato l'intenzione di sostituire a livello globale il brand Star con Hulu a partire dall'autunno successivo.

## Fornitore di contenuti
Hulu distribuisce contenuti multimediali attraverso il sito proprietario. In aggiunta ai programmi di NBC e Fox, Hulu trasmette anche quelli di altri canali televisivi come Comedy Central, PBS, USA Network, Bravo, Fuel TV, FX, SPEED Channel, Syfy, Style, Sundance, E!, G4, Versus e Oxygen.
La piattaforma di streaming offre episodi interi o parte di essi con oltre quattrocento trasmissioni televisive, alcune delle quali non più trasmesse, altre ospitate su diversi servizi video e la maggior parte sono visibili solamente negli Stati Uniti. Inoltre Hulu permette agli utenti di condividere e modificare parti di tali video.
Dal 2011 Hulu realizza produzioni distribuite anche all'estero.

### Film
Hulu offre centinaia di produzioni cinematografiche, includendo sia grandi classici e sia film più recenti. I contenuti cinematografici vengono forniti da case produttrici come Universal Pictures, 20th Century Studios, MGM, Lionsgate Entertainment, Searchlight Pictures e Sony Pictures. In aggiunta, Hulu offre anticipazioni per nuovi film e per quelli in uscita. I film con contenuto non adatto ad alcune fasce della popolazione sono visibili, privi di censura, solo per gli utenti registrati.

## FX on Hulu

Logo utilizzato fino al 2022

FX on Hulu è un portale interno di Hulu che offre contenuti originali del canale statunitense FX.

### Storia
Nel novembre del 2019, è stato annunciato che FX avrebbe prodotto dei contenuti originali per Hulu. Come parte della "prima fase" dal 2 al 7 marzo 2020, FX su Hulu ha aggiunto al catalogo 40 produzioni della libreria FX. Le prime produzioni a marchio "FX on Hulu" sono state trasmesse in anteprima su FX per poi essere rese disponibili sulla piattaforma il giorno successivo.
A dicembre del 2021 viene annunciato il graduale abbandono del brand "FX on Hulu" e la sua sostituzione con il nuovo hub FX. Il nuovo hub verrà reso disponibile su tutte le piattaforme Disney (Hulu, Disney+ e Star+).